# Estheria flavipennis
Estheria flavipennis är en tvåvingeart som beskrevs av Herting 1968. Estheria flavipennis ingår i släktet Estheria och familjen parasitflugor. Inga underarter finns listade i Catalogue of Life.